# Mirko Trovato
Mirko Trovato (Roma, 13 febbraio 1999) è un attore italiano.

## Biografia
Nato a Roma  e cresciuto a Torvaianca , dove frequenta le scuole medie e un istituto tecnico turistico. Il suo esordio avviene nel 2014 con Braccialetti rossi, fiction di Rai 1 campione d’ascolti diretta da Giacomo Campiotti, in cui interpreta il ruolo di Davide, uno dei sei ragazzi protagonisti. Nello stesso anno partecipa alla realizzazione della seconda stagione di Braccialetti rossi, che va in onda a partire dal 15 febbraio 2015. Dato il grande successo riscosso dalla fiction, viene ancora una volta confermato nel cast della terza stagione di Braccialetti rossi, in onda il 16 ottobre 2016.
Sempre nel 2015 è protagonista, insieme all'attrice argentina Clara Alonso, di Lontana da me, web serie diretta da Claudio Di Biagio ed in onda su Rai Play, la piattaforma web della Rai.
Nel 2017 debutta al cinema con Non c'è campo, al fianco di Vanessa Incontrada e Corrado Fortuna per la regia di Federico Moccia.
Nel 2018 torna sul grande schermo in Un nemico che ti vuole bene, diretto da Denis Rabaglia con Diego Abatantuono, Antonio Folletto e Sandra Milo. Il 21 giugno 2018 è anche protagonista, insieme a Brando Pacitto, di Indifesa, docufilm prodotto da Palomar e girato in Perù a sostegno dell’associazione Terre des hommes in onda su Rai 1.
Il 30 novembre 2018 è uno dei protagonisti di Baby, serie televisiva italiana diretta da Andrea De Sica e Anna Negri. La serie, la seconda italiana prodotta da Netflix dopo Suburra, si ispira allo scandalo delle baby squillo dei Parioli, raccontando la vita e le vicende di un gruppo di adolescenti romani e delle loro rispettive famiglie.
Il 4 luglio 2019 torna al cinema con Restiamo amici, di Antonello Grimaldi, film girato nel 2017 al fianco di Michele Riondino, Alessandro Roja e Violante Placido.
Il 18 ottobre 2019 torna a vestire i panni di Brando nella seconda stagione di Baby su Netflix. Nello stesso anno, recita su Canale 5 nella terza stagione di  L'isola di Pietro, al fianco di Gianni Morandi, Chiara Baschetti e Francesco Arca.
Il 16 settembre 2020 fa parte del cast di Baby per la terza ed ultima stagione.

## Vita privata
È stato fidanzato con la modella americana Jennifer Marino dall'estate del 2018 al settembre del 2020. La loro prima apparizione pubblica si ebbe all'Ischia Film Festival dello stesso anno, tenutosi dal 30 giugno al 7 luglio.
È un grande amante della musica elettronica ed è stato ospite dei  Soliti ignoti nella puntata del 4 ottobre 2018 con l'etichetta "compone musica elettronica".

## Filmografia

### Cinema
- Non c'è campo, regia di Federico Moccia (2017)
- Restiamo amici, regia di Antonello Grimaldi (2019)
- Un nemico che ti vuole bene, regia di Denis Rabaglia (2018)
- Maschile plurale (2024)

### Televisione
- Braccialetti rossi – serie TV, 17 episodi (2014-2016)
- Baby – serie TV, 18 episodi (2018-2020)
- L'isola di Pietro – serie TV, episodi sconosciuti

### Web serie
- Lontana da me – web serie, 12 webisodi (2015)

## Videoclip musicali
- Io non ho finito, di Niccolò Agliardi feat. The Hills (2013)
- L'inizio del mondo, di Niccolò Agliardi e Francesco Facchinetti (2015)
- Il bene si avvera (ci sono anch’io), di Niccolò Agliardi & i Braccialetti rossi (2015)
- Ti sembra poco, di Niccolò Agliardi (2016)
- Vertigine, di Levante e Altarboy (2020)

## Pubblicità
- Associazione Donatori Midollo Osseo, spot realizzato in occasione del Giro d’Italia - 2014
- #ladiversitàèunaricchezza, Rai e Mediaset, spot Ministeriale - 2015
- #iotifoperte, Rai e Mediaset, campagna di raccolta fondi per la fondazione Together To Go - 2016
- Alitalia - 2017

## Premi e riconoscimenti
- Premio speciale della giuria ai protagonisti della serie Braccialetti rossi con (Carmine Buschini, Brando Pacitto, Aurora Ruffino, Mirko Trovato, Pio Luigi Piscicelli e Lorenzo Guidi) - Roma Fiction Fest, 2014
- Explosive Talent Award - Giffoni Film Festival, 2014
- New Generation - Premio Rodolfo Valentino, 2015
- Premio Social Award - Capri, Hollywood International Film Festival, 2016